# Andrés Manuel López Obrador
Andrés Manuel López Obrador (ur. 13 listopada 1953 w Macuspanie, Tabasco) – meksykański polityk, Prezydent Meksyku w latach 2018–2024. 
Założyciel i przewodniczący w latach 2015–2017 Partii Odrodzenia Narodowego. Burmistrz miasta Meksyk w latach 2000–2005 i kandydat na urząd prezydenta Meksyku w wyborach prezydenckich w 2006, 2012 i 2018 roku.

## Życiorys
Karierę rozpoczął w Partii Rewolucyjno-Instytucjonalnej, z której przeszedł do opozycyjnej Partii Rewolucji Demokratycznej (PRD) i był jej liderem w latach 1996–1999.
W 2000 r. został burmistrzem stołecznego Meksyku i pozostał na tym stanowisku do 2005 roku.
W wyborach prezydenckich, które odbyły się 2 lipca 2006 roku, został pokonany przez Felipe Calderóna różnicą zaledwie 240 tys. głosów (0,58%), jednak uczciwość liczenia głosów była kwestionowana przez przedstawicieli Obradora oraz subcomandante Marcosa. Obrador zaprotestował przeciwko oficjalnym wynikom wyborów, organizując masowe protesty i marsze.
9 sierpnia Federalny Trybunał wyborczy nakazał ponownie przeliczyć głosy, jednakże nie ze wszystkich okręgów, a jedynie z 12 tys. (wobec łącznej liczby 130 tys.). Obrador zapowiedział wtedy walkę i protesty do momentu, w którym Trybunał nakaże sprawdzić wszystkie głosy. Dopiero 5 września Trybunał potwierdził oficjalnie wyniki wyborów na korzyść Calderóna, którego przewaga nad Obradorem stopniała do 233 831 głosów (0,56%), wobec czego Calderón objął urząd 1 grudnia, pomimo sprzeciwów lewicy.
Gorący przeciwnik proponowanej przez Felipe Calderóna reformy sektora naftowego Meksyku, która zakładała dopuszczenie możliwości wchodzenia przedsiębiorstwa państwowego Pemex (Petróleos Mexicanos) w joint ventures z koncernami międzynarodowymi, w celu zahamowania spadku produkcji ropy naftowej (obserwowanego od 2005) i pozyskanie technologii umożliwiających sięgnięcie po złoża położone głęboko pod dnem morskim. Zdaniem Obradora byłaby to forma ukrytej prywatyzacji Pemex oznaczająca zagrożenie dla bezpieczeństwa energetycznego kraju.
Po przegranych wyborach odszedł z dotychczasowego ugrupowania i założył nową, antyestablishmentową Partię Odrodzenia Narodowego (MORENA). W latach 2015–2017 pełnił funkcję jej przewodniczącego. W 2018 r. został kandydatem tej partii w wyborach prezydenckich, w których zwyciężył. 1 grudnia 2018 Andrés Manuel López Obrador został uroczyście zaprzysiężony na stanowisku prezydenta Meksyku. W 2019 znalazł się na liście 100 najbardziej wpływowych ludzi na świecie stworzonej przez tygodnik Time.
W 2018 w wywiadzie telewizyjnym powiedział, że jest katolikiem.